# Estación de Calkiní (Tren Maya)
Calkiní es una estación de ferrocarril en Calkiní, Campeche. La ruta del Tren Maya incluye un tramo de 235 km que se extiende desde Escárcega a Calkiní, y otro tramo de 159 km que va de Calkiní a Izamal, estos dos tramos incluyen una estación en Calkiní.
El 15 de diciembre de 2023, el presidente Andrés Manuel López Obrador inauguró el tramo en donde se encuentra la estación, la cual fungirá como un paradero.

## Historia
El candidato Andrés Manuel López Obrador, anunció en su campaña presidencial del 2018 el proyecto del Tren Maya. El 13 de agosto de 2018 anunció el trazo completo. El recorrido de la nueva ruta del Tren Maya puso a la estación de Calkiní en la ruta que conectaría con Escárcega a Calkiní e Izamal, en el estado de Campeche.
Actualmente, la estación en Calkiní se encuentra abierta y recibe a viajeros locales, nacionales e internacionales.